# Кубо, Тацухико
Тацухико Кубо (яп. 久保 竜彦 Кубо Тацухико, 18 июня 1976 года) — японский футболист.

## Карьера
На протяжении своей футбольной карьеры выступал за клубы «Санфречче Хиросима», «Иокогама Ф. Маринос», «Иокогама», «Цвайген Канадзава».

## Национальная сборная
С 1998 по 2006 год сыграл за национальную сборную Японии 32 матча, в которых забил 11 голов.

## Статистика за сборную
| Сборная Японии | Сборная Японии | Сборная Японии |
| Год            | Матчи          | Голы           |
| -------------- | -------------- | -------------- |
| 1998           | 1              | 0              |
| 1999           | 1              | 0              |
| 2000           | 5              | 0              |
| 2001           | 2              | 0              |
| 2002           | 5              | 0              |
| 2003           | 3              | 2              |
| 2004           | 9              | 6              |
| 2005           | 0              | 0              |
| 2006           | 6              | 3              |
| Итого          | 32             | 11             |

## Достижения

### Сборная
- Кубка Азии; 2000

### Командные
- Джей-лиги; 2003, 2004

### Индивидуальные
- Включён в сборную Джей-лиги; 2003